# Barbara Hannigan
Barbara Hannigan (Waverley, Nova Scotia, el Canadà, 8 de maig de 1971) és una soprano i directora d'orquestra canadenca coneguda per les seves incursions en la música contemporània. Considerada una rellevant Lulu d'Alban Berg, ha estat objecte de documentals, treballs interdisciplinaris amb directors, coreògrafs i compositors. S'ha especialitzat en obres d'Henri Dutilleux, Pierre Boulez, György Ligeti, Louis Andriessen, Benjamin Britten i Arnold Schönberg.

## Biografia
Va estudiar a Halifax, i es va mudar als 17 a Toronto, on va cursar estudis a la University of Toronto, amb Mary Morrison. Es va perfeccionar al Banff Centre for the Arts, Ravinia Festivaly al Centre d'Arts Orford i Conservatori Reial de la Haia.
Famosa per les seves actuacions a Le Grand Macabre de György Ligeti, ha estat protagonista de les estrenes mundials de Writing to Vermeer, The Bitter Tears of Petra von Kant and The Importance of Being Earnest, Wet Snow, House of the Sleeping Beauties, i Written on Skin, i treballs amb el coreògraf Sasha Waltz .
Des de 2011, Hannigan també ha dirigit la Filharmònica de Berlín, de Múnic, Toronto, Cleveland, Göteborg i Praga.
El 2016, Hannigan va ser condecorada amb l'orde del Canadà, i va guanyar el Rolf Schock Prize en la categoria d'arts musicals.
Va ser Personalité Musicale de l'Année del 2012 Cantant de l'any 2013 (Opernwelt i Ehrenpreise 2018.
Ha estat guardonada amb el Premi Musical Léonie Sonning en la seva edició de 2020.